# Redfoo
Redfoo, pseudonimo di Stefan Kendal Gordy (Los Angeles, 3 settembre 1975), è un cantante, musicista, danzatore, DJ, compositore, produttore discografico, cantautore, stilista, showman, imprenditore, polistrumentista e tennista statunitense.
Nel 2006 ha formato il duo LMFAO (originariamente "Sexe Duo") con suo nipote SkyBlu (Skyler Austen Gordy). Hanno pubblicato 2 album in studio prima di dividersi nel 2012. È il figlio più giovane del fondatore della Motown Records, Berry Gordy.
La rivista "Focus On" ha classificato Redfoo come uno dei 100 più popolari musicisti dance della storia statunitense.

## Biografia
Redfoo è nato il 3 settembre 1975 da Berry Gordy, fondatore dell'etichetta Motown record, e dalla produttrice e scrittrice Nancy Leiviska. Ha frequentato la scuola media con will.i.am e GoonRock. Redfoo si è laureato alla Palisades Charter High School a Pacific Palisades, Los Angeles, California nel 1995. È zio di SkyBlu.
La sua carriera musicale è stata molto influenzata dal padre Berry Gordy e sua madre Nancy Leviska soprattutto in età giovanile. Da bambino andava spesso a vedere celebrità nei loro concerti. Nell'ambito della musica le sue influenze sono Michael Jackson e musicisti come Diana Ross e Smokey Robinson (amico stretto di suo padre).
Nonostante i suoi affari di famiglia, la sua priorità era il tennis, quando però si è slogato la mano, ha iniziato a prendere seriamente la musica (solo quando aveva 16 anni).
Ha partecipato agli US Open del 2012, agli Australian Open del 2013 e ai Wimbledon Championships del 2013 come membro della squadra della Azarenka. Ha poi tentato di qualificarsi per gli US Open del 2013 come concorrente wildcard. È entrato a fare parte del torneo di qualificazione (sezione California del Nord) ma in giugno è stato eliminato nella sua prima partita per 6-1, 6-2.
Redfoo ha iniziato a frequentare la tennista Viktoryja Azaranka nel 2012, ma si sono divisi nel 2014. 
Possiede la linea di abbigliamento di Party Rock e attraverso di esso sponsorizza il Party Rock Open, un torneo ITF per il circuito femminile.

### Carriera musicale

#### 1993-2005:  Gli inizi e Balance Beam
Nel 1993, Redfoo ha prodotto la canzone "Back in the Day" per il rapper Ahmad, che raggiunse nel 1994 la certificazione disco d'oro dalla RIAA, ottenendo la sua prima certificazione  a l'età di 19anni. Ha co-prodotto altri sette brani sull'album di debutto di Ahmad.
Nel 1996 ha firmato con la Bubanic Records e ha collaborato con il rapper Dre' Kroom per il suo primo album, intitolato Balance Beam, che è stato pubblicato il 28 ottobre 1997. L'album contiene 16 tracce tra cui "Life Is a Game of Chess" e "The Freshest".
Nel 1998 ha collaborato nella canzone Duet dei Black Eyed Peas.
Nello stesso anno ha prodotto l'album Focused Daily per il cantante Defari. Nel 2004 ha prodotto e cantato (insieme alla voce di Tech N9ne e di Figgkidd) la canzone "I Gotta Know" che ha raggiunto la 50ª posizione in Australia.

#### 2006-2012: LMFAO
Redfoo ha formato la band electropop LMFAO con suo nipote SkyBlu nel 2006. Il duo ha iniziato un passaparola locale attraverso i loro show e interventi radio. Una volta registrati i primi demo, il miglior amico di Redfoo, will.i.am li ha presentati al capo dell'Interscope Jimmy Iovine che gli ha dato semaforo verde per firmare con l'Interscope/will.i.am Music. Interscope A&R e il manager di Will.i.am, Neil Jacobson, hanno detto a HitQuarters che i demo sembravano canzoni finite e che il lavoro di quel così piccolo artista era necessario, che era essenzialmente una "turnkey operation" per l'etichetta.
Gli LMFAO hanno lanciato Party Rock EP nell'iTunes music store il 1º luglio 2008 e hanno lanciato il loro album completo il 7 luglio 2009. L'album ha raggiunto il 33º posto nella classifica Billboard 200, il 2º nella classifica U.S. Dance e una candidatura per il Grammy Award. Il Los Angeles Times ha descritto Party Rock come "14 odi virtualmente intercambiabili alla vita notturna."

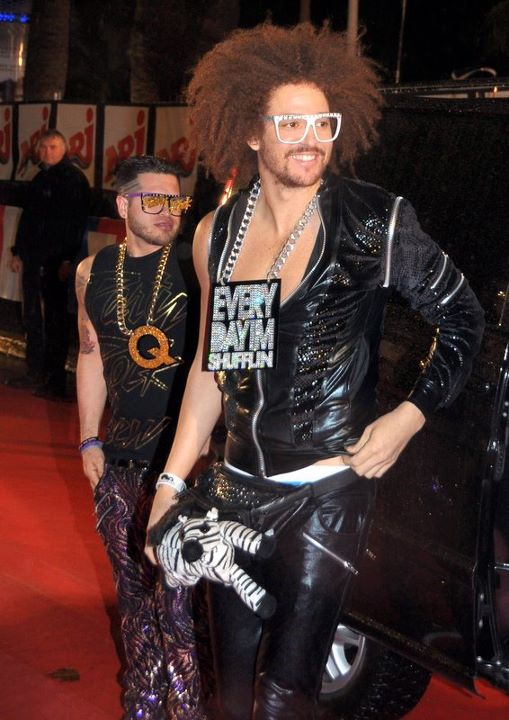
Redfoo nel 2012.

Il loro primo singolo è I'm in Miami Bitch, lanciato nel dicembre 2008, e ha raggiunto la 51ª posizione in Billboard Hot 100 e la 37º in Canada, ottenendo certificazioni in Australia e in Canada, inizia così la popolarità nell'ambito musicale. Agli inizi del 2009, 'DJ Inphinity', un DJ/produttore poco conosciuto, ha creato un prodotto illegale usando il remix di Silvio Ecomo della hit di DJ Chuckie del 2008 Let the Bass Kick e il brano a cappella degli LMFAO (Love My Friend And Other), creando “Bass Kick in Miami”. Questo prodotto è stato diffuso in internet ed ha avuto un enorme successo nel Winter Music Conference di Miami nel 2009. Settimane dopo, la canzone è diventata la colonna sonora del programma televisivo di E! Kourtney and Khloé Take Miami e Get Crazy è stata usata per il programma tv Jersey Shore nel 2009. Gli LMFAO sono comparsi in The Real World: Cancun nell'agosto del 2009, che ha riguardato l'apparizione del gruppo a Cancun nello Spring break del 2009. Quello stesso anno, gli LMFAO  sono comparsi nella canzone Sine Language dei The Crystal Method's.
Nel 2010, hanno partecipato anche alla canzone di David Guetta "Gettin' Over You", un successo internazionale, raggiungendo la top 10 in undici Paesi e la prima posizione in tre di questi. Ha raggiunto anche la posizione 31 nella classifica Hot 100 negli USA e la 12º in Canada. Il duo poi ha registrato il loro secondo album "Sorry for Party Rocking" nel 2010 e distribuito il 17 giugno 2011 negli USA. Il primo singolo dell'album, "Party Rock Anthem", è uscito il primo gennaio 2011 e con la cantante britannica Lauren Bennett, prima nel gruppo femminile pop "Paradiso Girls", e il produttore GoonRock, e presentato il Melbourne Shuffle dance style nel suo popolare video. La canzone è di lunga la più famosa della loro carriera, raggiungendo la prima posizione in Stati Uniti, Canada, Regno Unito, e in più di altri dieci Paesi, e la top 10 in molti altri, vendendo 10.000.000 di copie solo negli USA. Il secondo singolo da Sorry for Party Rocking è stato lanciato il 27 maggio 2011, intitolato "Champagne Showers", con la cantautrice inglese Natalia Kills. Il terzo singolo, "Sexy and I Know It", è uscito il 3 ottobre 2011 e ha raggiunto la prima posizione nella classifica iTunes e in Australia e in Canada. Sempre nel 2011, gli LMFAO hanno iniziato il loro primo tour asiatico. Si sono esibiti a Singapore; Manila, Philippines, Taipei, Taiwan, e Kuala Lumpur, Malaysia, tra le altre città. Si sono poi esibiti il 30 giugno 2011, per l'Isola di MTV 2011 Malta Special a Fosos (Granaries) a Floriana, nell'isola di Malta davanti a una folla di 550.000 persone, insieme al Far East Movement e Snoop Dogg.
Inoltre, il duo LMFAO (Love My Friend And Other) si è concentrato nello sviluppo della loro linea di abbigliamento Party Rock e il duo è stato anche uno dei personaggi che hanno aperto il tour della cantante statunitense Kesha, Get Sleazy Tour, con Spank Rock e Natalia Kills nel 2011. Il 13 agosto 2011, hanno introdotto Kesha al festival della mongolfiera di St-Jean-sur-Richelieu in Québec, Canada, attirando circa 170.000 fans.
Il 29 agosto 2011 gli LMFAO hanno girato il video per il singolo Sexy and I Know It in Venice Beach, California. Il video musicale ha avuto tanto successo quasi come quello di Party Rock Anthem, scalando le classifiche di tutto il mondo. “Sexy and I Know it” è diventato la seconda hit del duo in USA, Canada, Australia e Nuova Zelanda. Il gruppo è stato ospite alla prima eliminazione della 13ª stagione di Dancing with the Stars il 20 settembre 2011, in diretta. Nel dicembre del 2011, il gruppo ha cantato Party Rock Anthem durante la trasmissione in diretta televisiva nazionale Dick Clark's New Year's Rockin' Eve.
Per quanto riguarda la pubblicità, appaiono in quella della Budweiser esibendosi nel remix del singolo di Madonna Give Me All Your Luvin', che è presente anche nel videogioco FIFA Street e nell'edizione deluxe del suo album MDNA. 
Il 21 settembre 2012, il duo ha rilasciato una dichiarazione annunciando la loro divisione. Redfoo disse: "Mi sento come se avessimo fatto tutto questo per molto tempo, cinque o sei anni" e che non si sarebbe esibito con SkyBlu in un futuro prossimo poiché le loro carriere sarebbero andate in direzioni diverse. Non appena si è diffusa la notizia che Redfoo e SkyBlu si erano divisi, il gruppo è andato subito a MTV News per mettere in chiaro le cose. SkyBlu disse: "Beh, prima di tutto, non ci siamo lasciati. Lo so per certo. Siamo una famiglia e cose del genere, quindi è sempre amore”.

#### 2012-2016: Carriera da solista
Nel dicembre del 2012, Redfoo ha lanciato il suo primo singolo da solista Bring Out the Bottles dopo l'annuncio dello iato degli LMFAO nel settembre dello stesso anno, subito dopo ha creato una gamma di abbigliamento basata sui suoi singoli.
La canzone è stata usata anche come colonna sonora per la produzione del film in uscita “Last Vegas”, con Michael Douglas, Robert De Niro, Morgan Freeman e Kevin Kline. Redfoo è apparso anche nel film nel ruolo di sé stesso.
Nel 2013 ha pubblicato "I'll Award You With My Body" e "Heart of a Champion", singoli promozionali  che non hanno riscosso successo, non entrando in classifica.
Sempre nel 2013 ha prodotto Let's Get Ridiculous, che ha raggiunto la prima posizione nelle classifiche australiane, ottenendo la certificazione di multi-platino, il videoclip musicale della canzone, ha raggiunto oltre le 145 milioni di visualizzazioni.
Nel 2013 Redfoo ha preso il posto di Guy Sebastian come giudice/mentore nella 5ª stagione della versione australiana del talent show di canto The X Factor, unendosi a Ronan Keating, Natalie Bassingthwaighte e il debuttante giudice Dannii Minogue.
Sempre nel 2013 ha presentato gli MTV Europe Music Awards 2013 e si è unito al festival Tomorrowland.
Nel 2014 ha lanciato il suo singolo New Thang, il brano ha raggiunto la terza posto nelle classifiche Australiane e il primo posto nella classifiche musicali della Corea del Sud, nel 2020 il singolo raggiunge la viraritá sulla piattaforma di TikTok. Il videoclip musicale ha oltre 400 milioni di visualizzazioni.
Nel 2014 ha partecipato agli MTV Europe Music Awards 2014 con il suo singolo New Thang e ha partecipato alla serie televisiva Ballando con le stelle.

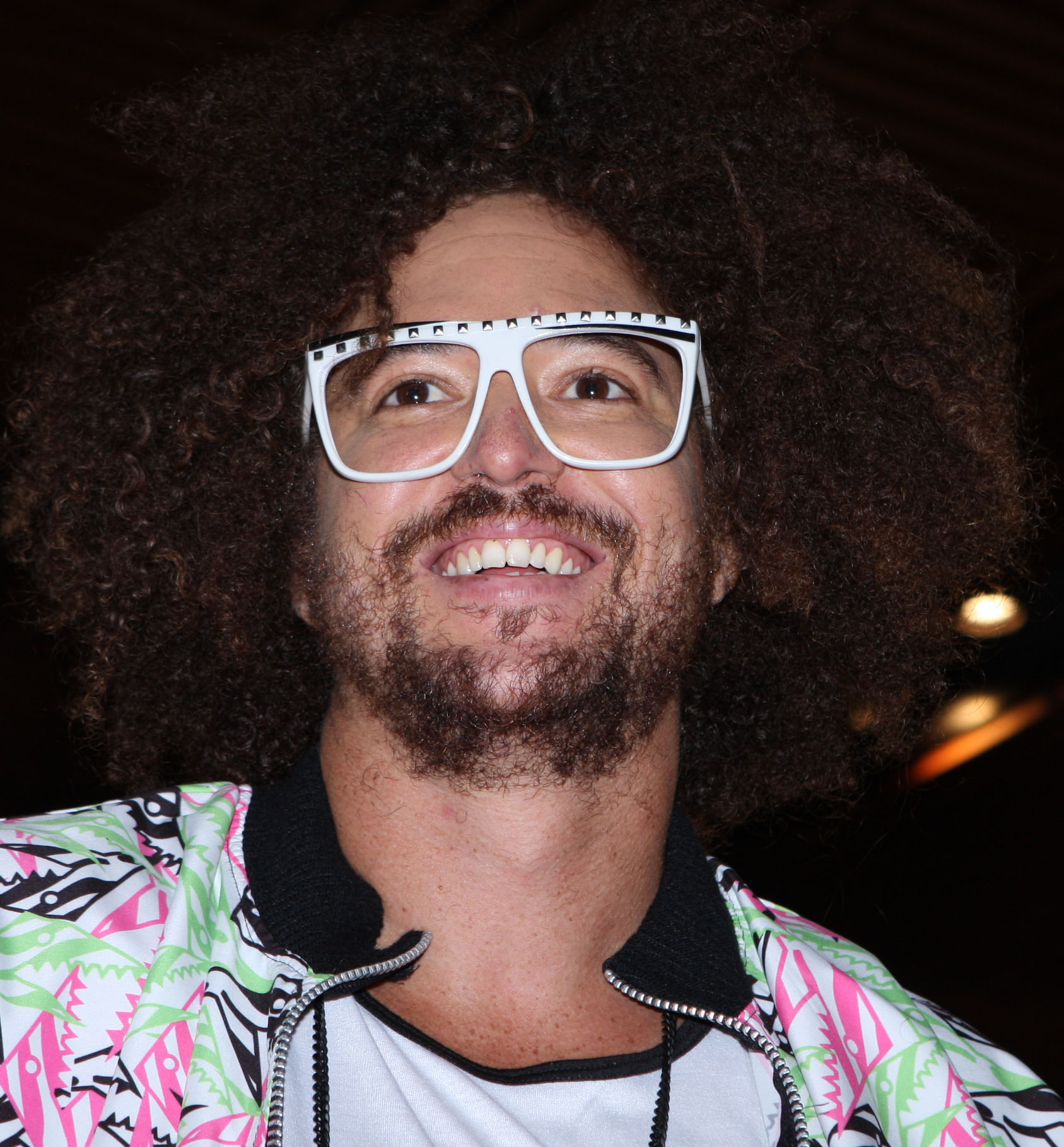
Redfoo nel 2014 in Australia.

Nel 2015 pubblica il singolo "Juice Wiggle", la canzone con è apparsa nel film Alvin Superstar 4, dove compare anche Redfoo nel ruolo di se stesso. Il videoclip musicale ha oltre 100 milioni di visualizzazioni.
Nel 2016 pubblica Where the Sun Goes, insieme a Stevie Wonder, e successivamente Booty Man; entrambe le canzoni non hanno riscosso successo.

#### 2017-oggi: silenzio discografico
Dopo aver rilasciato l'ultimo album Party Rock Mansion (che non riscuote successo), Redfoo pubblica nel 2017 "Brand New Day", brano di cui i VINAI, ne faranno un remix, collabora con HRVY nella canzone Holiday e pubblica la sua ultima canzone da solista Sock It To Ya di cui pubblica un video su YouTube che a oggi conta oltre 5 milioni di visualizzazioni.  Nel 2018 collabora con i VINAI, e rilasciano "Everything I Need" con la casa discografica Spinnin Records.
Nel 2023 Redfoo dopo una lunga pausa musicale, pubblica un nuovo singolo dopo 5 anni di inattività.

## Discografia

### Album
| Titolo                  | Dettagli                                                                               |
| ----------------------- | -------------------------------------------------------------------------------------- |
| Ahmad (Come produttore) | - Anno d'uscita: 1994 - Etichetta: Bubonic Records - Formato: CD                       |
| Balance Beam            | - Anno d'uscita: 1997 - Etichetta: Bulbonic Records - Formato: CD                      |
| Party Rock              | - Anno d'uscita: 2009 - Etichetta: Interscope - Formati: CD, download digitale         |
| Sorry for Party Rocking | - Anno d'uscita: 2011 - Etichetta: Interscope - Formati: CD, download digitale         |
| Party Rock Mansion      | - Anno d'uscita: 2016 - Etichetta: Party Rock Records - Formati: CD, download digitale |

### Brani musicali
Qui sotto sono elencate tutti i brani prodotti o co-prodotti da Redfoo, o alla cui produzione ha collaborato. (I brani con un solo * indicano la partecipazione come artista secondario, mentre quelli con due ** indicano altri tipi di partecipazione dove l'artista non è primario)
| Titolo                                  | Anno |
| --------------------------------------- | ---- |
| Back in the Day **                      | 1993 |
| Freak **                                | 1993 |
| Touch the Ceiling **                    | 1993 |
| The Jones **                            | 1993 |
| Can I Party? **                         | 1993 |
| You Gotta Be... **                      | 1994 |
| We Want the Funk **                     | 1994 |
| The Palladium **                        | 1995 |
| Homeboys First **                       | 1995 |
| Ordinary People **                      | 1995 |
| Hardcore Ish                            | 1997 |
| On the Microphone                       | 1997 |
| Don't Touch the M.P                     | 1997 |
| Slow Down Cousin                        | 1997 |
| The Freshest                            | 1997 |
| Bangin'                                 | 1997 |
| Two Brothas                             | 1997 |
| Um Ba Baba                              | 1997 |
| Love of Mine                            | 1997 |
| L.D.L                                   | 1997 |
| Who Wanna                               | 1997 |
| I Want Ya Body                          | 1997 |
| Life Is a Game of Chess part. 1         | 1997 |
| Journey                                 | 1997 |
| Game of Charnas                         | 1997 |
| Welcome to My Word                      | 1997 |
| Life Is a Game of Chess part. 2         | 1997 |
| Duet *                                  | 1998 |
| DJ Revolution **                        | 1998 |
| Focused Daily **                        | 1998 |
| Never Lose Touch **                     | 1998 |
| Keep In on the Rise **                  | 1998 |
| Lowlands Anthem, pt.1 **                | 1998 |
| Bionic **                               | 1998 |
| Likwit Connection **                    | 1998 |
| Yes, Indeed! **                         | 1998 |
| Killing Spree **                        | 1998 |
| These Dreams **                         | 1998 |
| Juggle Me (For the DJs) **              | 1998 |
| Thunder and Lightning **                | 1998 |
| 405 Friday's **                         | 1998 |
| Checkstand 3 **                         | 1998 |
| No Clue **                              | 1998 |
| Gems **                                 | 1998 |
| People's Choice **                      | 1998 |
| I Gotta Know **                         | 2005 |
| Welcome to the My Word                  | 2005 |
| Boomba *                                | 2006 |
| Sexy Mother                             | 2006 |
| I Am Not a Whore                        | 2007 |
| Scream My Name                          | 2007 |
| Best Night                              | 2007 |
| Shotting Star (Party Rock Remix) *      | 2007 |
| This is My Life *                       | 2007 |
| All Night Long                          | 2007 |
| Rock The Beat T                         | 2007 |
| I'm in Miami Bitch                      | 2007 |
| Get Crazy                               | 2007 |
| Lil' Hipster Girl                       | 2007 |
| La La La                                | 2008 |
| Girl Can't Help It (Party Rock Remix) * | 2008 |
| Love Lockdown (Party Rock Remix) *      | 2008 |
| What Happens at The Party               | 2008 |
| Leaving U 4 The Groove                  | 2008 |
| I Don't Wanna Be                        | 2008 |
| Shots                                   | 2008 |
| Sine Language *                         | 2008 |
| Candy Bling **                          | 2009 |
| Back to The Future *                    | 2009 |
| Paranoid (Party Rock Remix) *           | 2009 |
| Not N Cold (Party Rock Remix) *         | 2009 |
| Bounce                                  | 2009 |
| I Shake, I Move                         | 2009 |
| Get On Down                             | 2009 |
| A Song About Us                         | 2009 |
| Get U Home (Party Rock Remix) *         | 2009 |
| Let's Get Crazy (Party Rock Remix) *    | 2009 |
| Love Game (Party Rock Remix) *          | 2009 |
| Yes                                     | 2009 |
| Gettin' Over You *                      | 2010 |
| Sucks To Be You (Party Rock Remix) *    | 2010 |
| Akidagain **                            | 2010 |
| I Can't Dance *                         | 2010 |
| Get Outta Your Mind *                   | 2010 |
| Party Rock Anthem                       | 2010 |
| Champagne Showers                       | 2011 |
| Took My Love *                          | 2011 |
| Sexy and I Know It                      | 2011 |
| Smack The Paparazzi                     | 2011 |
| One Day                                 | 2011 |
| Livin' My Love *                        | 2011 |
| Sorry for Party Rocking                 | 2011 |
| Live My Life (Party Rock Remix) *       | 2012 |
| Bring Out the Bottles                   | 2012 |
| Run *                                   | 2012 |
| This Kiss **                            | 2012 |
| I'll Award You With My Body             | 2013 |
| Let's Get Ridiculous                    | 2013 |
| Let's Get Ridiculous (LFRK remix)       | 2013 |
| Run Dat Back **                         | 2013 |
| Heart of a Champion                     | 2014 |
| Drop Girl *                             | 2014 |
| New Thang                               | 2014 |
| New Thang (LFRK remix)                  | 2014 |
| Literally I Can't *                     | 2014 |
| Like Ya Just Don't Care                 | 2014 |
| King Kunta **                           | 2015 |
| Juicy Wiggle                            | 2015 |
| Where the Sun Goes                      | 2015 |
| Song for Isabelle **                    | 2016 |
| Booty Man                               | 2016 |
| Booty Man (LFRK remix)                  | 2016 |
| Lights Out                              | 2016 |
| Lights Out (LFRK remix)                 | 2016 |
| Mett Her at Tommorrow                   | 2016 |
| Maybe                                   | 2016 |
| Good Things Happen When Ya Drunk        | 2016 |
| So Lit                                  | 2016 |
| Too Much                                | 2016 |
| Keep Shining                            | 2016 |
| Keep Shining (LFRK remix)               | 2016 |
| Party Train                             | 2016 |
| Beach Crusin                            | 2016 |
| Spotlinght *                            | 2016 |
| Work Me *                               | 2016 |
| Snap That **                            | 2016 |
| WEEKEND RE-RAP                          | 2017 |
| No Sitting On The Wall                  | 2017 |
| Brand New Day                           | 2017 |
| Sock It To Ya                           | 2017 |
| Holiday *                               | 2017 |
| So Many Fishes (Redfoo Remix) **        | 2017 |
| Everything I Need                       | 2018 |
| Unification *                           | 2018 |
| Long Live Party Rock                    | 2023 |

## Vendite

### Unità vendute come artista principale
Lista delle unità vendute nei singoli come artista principale o come parte del duo LMFAO.
| Titolo                                 | Unità vendute |
| -------------------------------------- | --- |
| I'm in Miami Bitch (2008) (LMFAO)      | - Australia 70.000 - Canada 80.000 - GLOBALE: 150.000 |
| Shots (2009) (LMFAO)                   | - Australia 140.000 - Canada 80.000 - Corea del Sud 1.490.000 - Stati Uniti 2.000.000 - GLOBALE: 3.710.000 |
| Yes (2010) (LMFAO)                     | - Canada 40.000 - Stati Uniti 500.000 - GLOBALE: 540.000 |
| Party Rock Anthem (2011) (LMFAO)       | - Australia 1.050.000 - Belgio 30.000 - Brasile 500.000 - Canada 845.000 - Corea del Sud 4.295.000 - Danimarca 130.000 - Finlandia 6.500 - Francia 315.000 - Germania 800.000 - Giappone 500.000 - Italia 60.000 - Nuova Zelanda 120.000 - Regno Unito 1.800.000 - Spagna 60.000 - Stati Uniti 10.000.000 - Svezia 120.000 - Svizzera 90.000 - GLOBALE: 20.720.000 |
| Champagne Showers (2011) (LMFAO)       | - Australia 210.000 - Canada 40.000 - Francia 60.000 - Svizzera 15.000 - Regno Unito 75.000 - GLOBALE: 400.000 |
| Sexy and I Know It (2011) (LMFAO)      | - Australia 840.000 - Belgio 30.000 - Brasile 160.000 - Canada 670.000 - Corea del Sud 650.000 - Danimarca 30.000 - Francia 180.000 - Germania 300.000 - Italia 30.000 - Nuova Zelanda 30.000 - Regno Unito 1.200.000 - Spagna 20.000 - Stati Uniti 8.000.000 - Svezia 160.000 - Svizzera 60.000 - GLOBALE: 11.850.000                                             |
| Sorry for Party Rocking (2011) (LMFAO) | - Australia 140.000 - Brasile 40.000 - Corea del Sud 1.080.000 - Danimarca 15.000 - Francia 36.000 - Regno Unito 200.000 - Stati Uniti 500.000 - GLOBALE: 2.010.000 |
| Bring Out the Bottles (2012) (Solista) | - Corea del Sud 95.000 - GLOBALE: 95.000 |
| Let's Get Ridiculous (2013) (Solista)  | - Australia 280.000 - Nuova Zelanda 15.000 - GLOBALE: 295.000 |
| New Thang (2014) (Solista)             | - Corea del Sud 720.000 - Nuova Zelanda 30.000 - Polonia 25.000 - GLOBALE: 775.000 |
| Juicy Wiggle (2015) (Solista)          | - Corea del Sud 50.000 - GLOBALE: 50.000 |

| Vendite totali                |
| ----------------------------- |
| - VENDITE GLOBALI: 40.305.000 |

### Unità vendute (collaborazioni e produzione)
Lista delle unità vendute nei singoli come artista secondario o produttore/co-produttore.
| Titolo                                                               | Unità vendute |
| -------------------------------------------------------------------- | --- |
| Back in The Day (1993) (produzione e testi)                          | - Stati Uniti 500.000 - GLOBALE: 500.000 |
| Let The Bass Kick In Miami Girl (2009) (collaborazione e produzione) | - Corea del Sud 310.000 - Regno Unito 200.000 - GLOBALE: 510.000 |
| Gettin' Over You (2010) (collaborazione e testi)                     | - Australia 140.000 - Austria 15.000 - Francia 120.000 - Germania 150.000 - Italia 30.000 - Nuova Zelanda 15.000 - Regno Unito 600.000 - Spagna 20.000 - Svezia 40.000 - GLOBALE: 1.130.000 |
| Livin' My Love (2012) (collaborazione e produzione)                  | - Corea del Sud 1.530.000 - GLOBALE: 1.530.000 |
| Run (Flo Rida) (2012) (collaborazione e produzione)                  | - Corea del Sud 235.000 - GLOBALE: 235.000 |
| King Kunta (2015) (produzione e testi)                               | - Australia 420.000 - Belgio 15.000 - Brasile 30.000 - Canada 320.000 - Danimarca 90.000 - Regno Unito 600.000 - Stati Uniti 1.000.000 - GLOBALE: 2.475.000                                 |

| Vendite totali               |
| ---------------------------- |
| - VENDITE GLOBALI: 6.380.000 |

## Filmografia

### Cinema
- Very Heavy Love, regia di Billy Dee Williams e Stefan Gordy (2001) - non accreditato
- Potheads: The Movie, regia di Michael Anton (2006)
- Last Vegas, regia di Jon Turteltaub (2013)
- Alvin Superstar - Nessuno ci può fermare (Alvin and the Chipmunks: The Road Chip), regia di Walt Becker (2015)
- Tattooed Love, regia di Alejandro Antonio e Alberto Portillo (2015)
- Deported, regia di Tyler Spindel (2020)

### Televisione
- David's Vlog – serie TV, episodio 3x38 (2016)

## Colonne sonore
- The Wood (1999) con Back in the Day (Remix)
- Road Trip (2000) con Duet
- Step Up 3D (2010) con Shotting Star (Party Rock Remix)
- Piranha 3D (2010) con I Am Not A Whore
- Skyline (2010) con Sine Language Metasin Remix
- Alvin Superstar 3 - Si salvi chi può! (2011) con Party Rock Anthem
- Project X (2012) con Outta Your Mind
- 21 Jump Street (2012) con Party Rock Anthem
- American Reunion (2012) con Sexy and I Know It e Shots
- I Tree Stooges (2012) con Get Crazy
- Hotel Transylvania (2012) con Sexy and I Know It
- Fun Size (2012) con This Kiss
- Last Vegas (2013) con Party Rock Anthem, Bring Out the Bottles e I'll Award You With My Body
- Sorte Separe 2 (2013) con Sexy and I Know It
- 22 Jump Street (2014) con Drop Girl
- Think Like a Man (2014) con Sexy and I Know It
- Un disastro di ragazza (Trainwreck) (2015) con Let's Get Ridiculous
- Alvin Superstar - Nessuno ci può fermare (2015) con Juice Wiggle
- 13 Hours (2016) con Sexy and I Know It
- Dirty Grandpa (2016) con Bring Out the Bottles
- The Young Pope (2016) con Sexy and I Know It
- Office Christmas Party (2016) con Let's Get Ridiculous e Juice Wiggle
- Rough Night (2017) con Shots
- 40 sono i nuovi 20 (2017) con Party Rock Anthem
- When We First Met (2018) con Sexy and I Know It
- Show Dogs (2018) con Sexy and I Know It
- Prendimi! (2018) con Sexy and I Know It
- Lyp Sync Battle Philippines (2018) con Sexy and I Know It
- Pupazzi senza gloria (2018) con Sexy and I Know It
- Deported (2019) con Booty Man
- Trolls World Tour (2020) con ‘’Party Rock Anthem’’
- Clouds (2020) con ‘’Sexy and I Know It’’
- Love Island (2023) con Party Rock Anthem